# Giovan Battista Paradisi
Giovan Battista Paradisi detto Pettiere (Pomarance, 1785 circa – ...) è stato un fantino italiano.
Noto anche come Il Romito, Il Rosso e Monteguidi, vinse una volta il Palio di Siena.

## Carriera
Pettiere debuttò al Palio con l'Aquila, in occasione della carriera del 16 agosto 1809. 
Il 2 luglio 1811, alla sua terza partecipazione, vinse il suo primo e unico Palio nella Torre, montando il baio di Bernardino Ricci. L'esito della carriera fu assai incerto, in quanto i contradaioli dell'Onda, giunta seconda con Caino, pretendevano la vittoria, sostenendo che il fantino della Torre avesse compiuto solo due giri. Ambedue le Contrade si recarono in Provenzano per il Maria Mater Gratiae e solo l'indomani la Torre, dopo che il maire Giulio Ranuccio Bianchi ebbe deciso in suo favore, poté ricevere il Drappellone.
Il 16 agosto 1812, Pettiere sfiorò la seconda vittoria vestendo il giubbetto della Chiocciola: la carriera si risolse in un acceso duello a nerbate fra quest'ultima, la Civetta, la Torre e la Tartuca, che alla fine ebbe la meglio.
La sera del 2 luglio 1814, dopo aver corso il Palio per la Pantera, Pettiere fu arrestato per un furto di denaro, avvenuto con "scalamento" e scasso di una finestra, che aveva compiuto mesi prima a Monteguidi, dove risiedeva. In precedenza, già due volte era stato condannato per lo stesso reato: nel 1799 per aver rubato un maiale e nel 1810 per un altro furto con "scalamento".
Pettiere era comunque in libertà già il successivo 17 agosto, allorché, dopo aver corso nella Giraffa, chiuse la propria carriera paliesca ad appena cinque anni dall'esordio in Piazza del Campo.

## Presenze al Palio di Siena
Le vittorie sono evidenziate ed indicate in neretto.
| Palio          | Contrada   | Cavallo                  | Note   |
| -------------- | ---------- | ------------------------ | ------ |
| 16 agosto 1809 | Aquila     | Morello di B. Ceccarelli |        |
| 2 luglio 1810  | Aquila     | Morello di G. Pignotti   |        |
| 16 agosto 1810 | Selva      | Morello di G. Petri      |        |
| 2 luglio 1811  | Torre      | Baio di B. Ricci         |        |
| 16 agosto 1811 | Nicchio    | Grigio di G. Taddei      |        |
| 16 agosto 1812 | Chiocciola | Grigio di G. Manetti     |        |
| 2 luglio 1813  | Giraffa    | Morello di G. Taddei     |        |
| 16 agosto 1813 | Onda       | Baio di G. Manetti       |        |
| 2 luglio 1814  | Pantera    | Grigio di L. Cortecci    | scosso |
| 17 agosto 1814 | Giraffa    | Morello di G. Batazzi    |        |